# 雙風車咖啡館

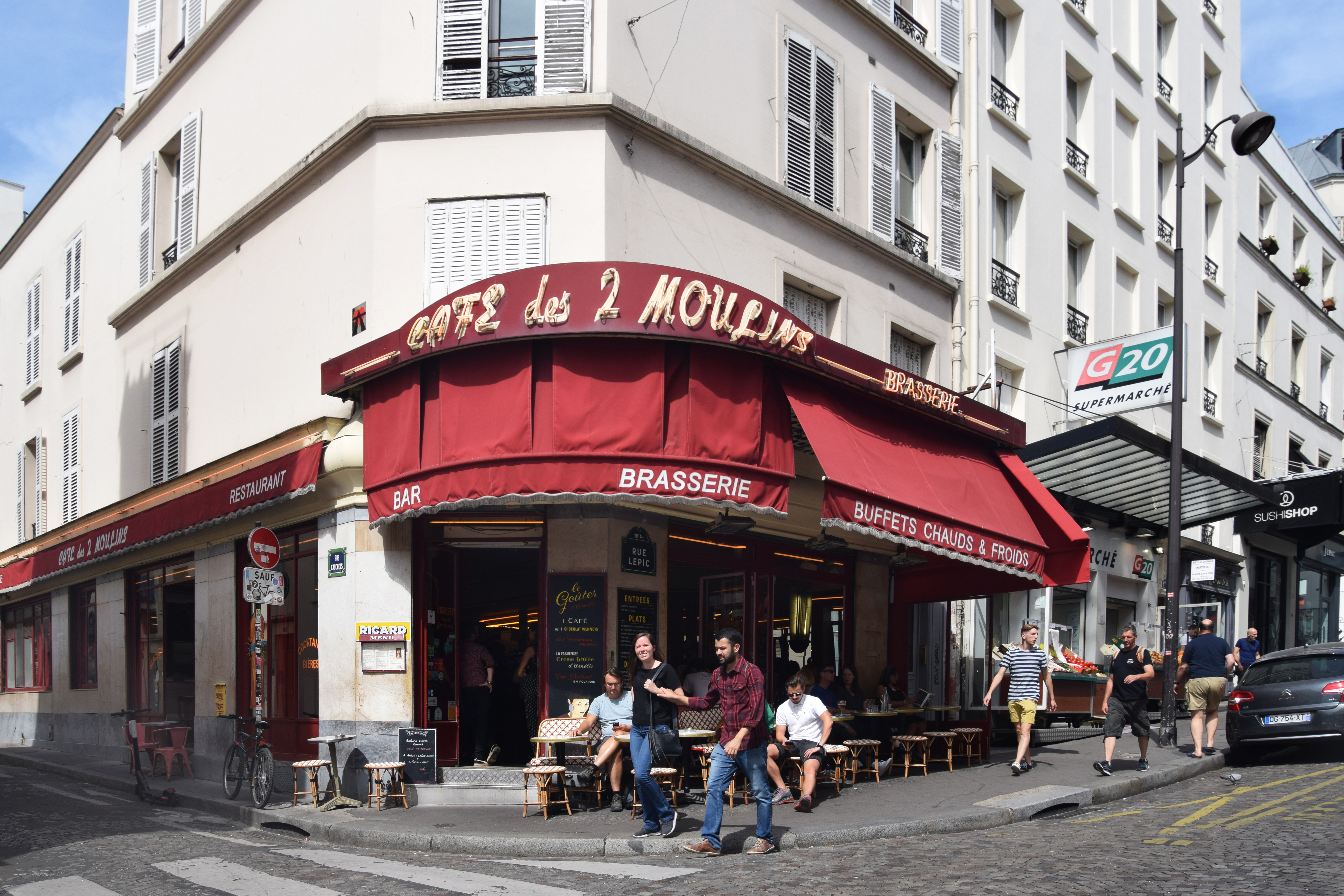
雙風車咖啡館

雙風車咖啡館（法語：Café des 2 Moulins）是法國巴黎的一家咖啡館，位于蒙馬特地区。咖啡館的名字取自於紅磨坊風車和煎餅磨坊風車。自2001年出現在電影《艾蜜莉的異想世界》之後成為一處受歡迎的旅遊景點。

## 历史
咖啡館正式登記於1964年。但據咖啡館現在的所有者稱，咖啡館開業於20世紀初期，只是在1950年代之前並非現名。咖啡館在艾蜜莉的異想世界之前也曾用於拍攝過兩部電影。